# Peñeta del Moro
La Peñeta del Moro (penyeta del moro, en valenciano) es un islote rocoso de casi 2 metros de ancho y 6 de largo en el mar Mediterráneo que se asienta a apenas 1 kilómetro frente a la playa de San Antonio, en la costa de Cullera, en la provincia de Valencia (España).
Se trata de un pequeño arrecife rocoso sobre el que se asienta un faro de hierro de unos 5 metros de altura colocado ahí a mediados del siglo XIX, para señalizar el obstáculo para la ida y venida de barcos frente a las costas de Cullera.

## Flora y fauna
En la peñeta del moro se pueden observar algas pardas, verdes y, en ocasiones, algas rojas. No crece ninguna vegetación terrestre. En cuanto a fauna, las rocas son un lugar ideal para el afloramiento de pólipos, mejillones, lapas, langostas y alguna pequeña morena. En sus alrededores predominan medusas de muchas clases, sardinas, lisas y raramente alguna barracuda.

## Clima
El clima es malo entre octubre y diciembre, pues pueden ser frecuentes las marejadas y las olas casi llegan a ocultarlo; puede ser visitado entre junio y septiembre en barco ya que el tiempo es generalmente soleado y el mar está en calma.